# Beni Douala
Pour les articles homonymes, voir Douala (homonymie).
Beni Douala ou Ath Douala (en kabyle : At Dwala / en caractères tifinaghs : ⴰⵜ ⴷⵡⴰⵍⴰ / en arabe : بني دوالة) est une commune de la wilaya de Tizi Ouzou en Algérie, située à 17 km au sud-est de Tizi Ouzou. (At Dwala est aussi le nom que porte la tribu (leɛṛac) rattaché à la confédération (taqbilt) des At Ɛisi).

## Géographie

### Localisation
La commune d'Aṭ Douala se situe au centre de la wilaya de Tizi Ouzou. Aṭ Dwala est située à 17 km au sud de la ville de Tizi Ouzou et à 55 km de la mer Méditerranée. Elle se trouve à une altitude d'environ 850 mètres.
| Beni Aïssi      | Beni Aïssi            | Irdjen      |
| Beni Zmenzer    | Béni Douala           | Aït Mahmoud |
| Souk El Thenine | Tizi N'Tleta, Ouadhia | Aït Mahmoud |

### Villages de la commune
À sa création, en 1984, la Daïra d'At Dwala est composée des dix-huit localités suivantes :
- Thala bounane (Tala n Unan)
- Ighil bezrou (Iɣil n Uẓru)
- Thighzert (Tiɣzert)
- Aguemoun (Agemmun)
- Taguemount Azouz
- Thabarkoukth (Taberquqt)
- Thamaright (Tamariɣt)
- Ath Ali Ouali (At Ɛli Weɛli)
- Ath Bouyahia (At Bu-Yeḥya)
- Amsiouene (Amsiwen)
- Ath Bouali (At Bu-Ɛli)
- Ath Hellal (At Hellal)
- Ath Idir (At Yidir)
- Ait Mesbah (At Mesbaḥ)
- Beni Douala (At Dwala)
- Icherdiouene Oufella (Icerḍiwen Ufella)
- Taguemount Oukerrouche (Tagemmunt Ukerruc)
- Tamaghoucht (Tamaɣuct)
- Ighil Mimoun (Iɣil Mimun)
- Taboudrist (Tabudrist)
- Thaddarth Oufella (Taddart Ufella)
- Tala Khelil (Tala Xlil)
- Icherdiouene bwadda (Icerḍiwen Wadda)

## Histoire
Les origines de la petite ville sont le souk qui rassemblait les gens des différents villages de la région chaque mercredi de chaque semaine ainsi que les lieux de culte de religion. Le nom d'At Dwala vient du mot Thala Dwala (la fontaine de Dwala) qui se trouve entre Thaddarth Oufella, Ighil Mimoune et At Idir.
Durant la période turque, les Ath Dwala sont souvent en guerre avec les Aït Mahmoud au sujet du souk de Larbaa, mais combattent ensemble quand il s'agit d'affronter une autre confédération ou un village extérieur à la confédération des At Aïssi.
Au début du XVIIIe siècle, les troupes turques du Bey de Titery obtiennent la soumission des At Aïssi. En juin 1830 quand les français débarquent à Sidi Ferruch, les Kabyles répondent à l’appel de Hussein Pacha à la guerre sainte contre l’envahisseur français.
L'achèvement de la conquête française de la Kabylie et du Djurdjura en 1857 est conduite par le général Randon ce qui lui vaudra le bâton de maréchal. Le 7 octobre 1856, la division Renault composée de 203 officiers et 5427 hommes et les 4 bataillons de la colonne Pellé venus de Tizi-Ouzou attaquent les villages des At Dwala. Soutenue par des contingents des Ath Iraten et des Ath Yenni, la résistance est farouche. L'attaque se poursuit le lendemain et au soir les villages sont détruits et l'oliveraie en flamme. Vaincus mais pas encore soumis les At Dwala continuent la révolte. Ce n'est qu'après la reddition des At Iraten, que les At Dwala se soumettent le 27 mai 1857.
L'insurrection de 1871 exila de gré ou de force nombreux des At Dwala et At Iraten, notamment vers d'autres régions d'Algérie mais également vers Tunis et même la Syrie avec le village de Dayshoum (Palestine).
En 1950, l'émigration de travail vers l'Europe est très élevée. Dans le douar densément peuplé de Beni Douala, le taux d’émigration par rapport à la population active masculine atteint un taux record de 53%.

### Guerre d'Algérie
Durant la Guerre d'Algérie, ce territoire constitue pour les dirigeants et maquisards algériens après le Congrès de la Soummam, le Secteur 1 de la Région 2 de la Zone 3 de la Wilaya III; et pour la France, la SAS de Beni Douala. Au début de la guerre les premiers chefs de l'insurrection en Kabylie Krim Belkacem et Saïd Mohammedi y ont établi leur PC (poste de commandement). Mais c'est une région peu favorable au camouflage des maquisards. Les accrochages avec les soldats français sont néanmoins nombreux et verront notamment la mort du capitaine de Cathelineau.
Le 30 août 1958, le Général de Gaulle qui avait la veille encore déclaré « Moi vivant, jamais le drapeau FLN ne flottera sur l'Algérie... » débarque en hélicoptère à Aṭ Dwala accompagné de son aide de camp Gaston de Bonneval, Paul Delouvrier délégué général en Algérie, les Généraux Allard et Massu, les colonels Godard, Coustaux et Lemire, le général Faure commandant la région Kabylie, les journalistes Chauvel du Figaro, Lacan et Paillat de Paris-Presse, Marie Elbe de L'Écho d'Alger. Après un briefing à huis clos et une revue des troupes, il prononce un discours dans lequel il parle pour la première fois publiquement de l’autodétermination : « Après le cessez-le-feu, les Algériens choisiront entre la francisation, l’association avec la France et la sécession ».

### Période de l'Algérie independante
Le 25 juin 1998, le célèbre chanteur algérien de musique kabyle Lounès Matoub est assassiné à "Thala Bounane", lieu situé à 5 km de la ville de Tizi Ouzou.
Le 18 avril 2001, Massinissa Guermah, un lycéen âgé de 18 ans, est mortellement blessé par une rafale d'arme automatique tirée par un gendarme à l'intérieur de la brigade de gendarmerie de Beni Douala. Il succombe à ses blessures le 20 avril 2001 à l'hôpital Mustapha Pacha d'Alger. C'est l'élément déclencheur des événements du Printemps noir qui ensanglantent toute la Kabylie. 126 autres jeunes kabyles sont tués pendant ou à la suite des manifestations.

## Enseignement
La commune d'Aṭ Dwala dispose de deux lycées qui portent le nom d'Amar Imache et Nouveau lycée .

## Personnalités liées à la commune
- Amar Imache, homme politique algérien, du village d'Ait Mesbah.
- Lounès Matoub, "nommé le Rebelle" grand chanteur et poète originaire de Taourirt Moussa.
- Mouloud Feraoun, écrivain originaire du village de Tizi Hibel. Il est l'auteur de plusieurs romans et essais dont le chef-d'œuvre "Fils du pauvre".
- Kemkem Mohamed Arezki, médecin de profession, ancien secrétaire national du FFS chargé des relations avec les partis politiques et les institutions et responsable du bureau fédéral du FFS de la wilaya d'Alger, décédé en à l'âge de quarante ans, du village d'Aït Bouyahia où il est enterré.
- Mouloud Iboud, ancien capitaine du club de football de la Jeunesse sportive de Kabylie, plusieurs fois champion d'Algérie et champion d'Afrique, du village d'Ait Bouyahia.
- Mourad Berrefane, est un gardien de football algérien né le à Tizi Ouzou en Haute Kabylie (Algérie), originaire du village Tamaghoucht, vainqueur de la Coupe du monde de football militaire en 2011 avec l'équipe nationale d'Algérie.
- Sami El Djazairi né Ali Kanouni à Ait Bouyahia .
- Lamara Douicher est un milieu de terrain originaire du village d'Ait Idir formé au NRB Beni Douala (Wilaya de Tizi Ouzou), signe à la Jeunesse sportive de Kabylie en 2003, avec qui il a gagné trois fois le championnat d'Algérie de football.
- Malika Domrane, chanteuse kabyle, originaire du village de Tizi Hibel.
- Issad Rebrab, homme d'affaires algérien, originaire du village de Taguemount Azouz.
- Fadhma Aït Mansour Amrouche de Taourirt Moussa W'amar et Tizi Hibel, écrivaine, mère de Taos Amrouche et Jean Amrouche

- Chikh El Hesnaoui, chanteur et écrivain
- Cherif Hamani, chanteur

- Amar Imache, homme politique algérien, du village d'Aṭ Mesbah.
- Kemkem Mohamed Arezki, médecin de profession, ancien secrétaire national du FFS chargé des relations avec les partis politiques et les institutions et responsable du bureau fédéral du FFS de la wilaya d'Alger, décédé en mars 2000 à l'âge de quarante ans, du village d'At Bouyahia où il est enterré[4],[5].
- Mouloud Iboud, ancien capitaine du club de football de la Jeunesse sportive de Kabylie, plusieurs fois champion d'Algérie et champion d'Afrique, du village d'At Bouyahia.
- Harb Abderazak, ancien gardien de buts de la JSK et de l'équipe nationale, plusieurs fois champion d'Algérie et champion d'Afrique, du village Ait-Mesbah.
- Mourad Berrefane, est un gardien de football algérien, né le 18 mars 1986 à Tizi Ouzou en Haute Kabylie (Algérie), originaire du village Tamaghoucht, vainqueur de la Coupe du monde de football militaire en 2011 avec l'équipe nationale d'Algérie.
- Hadid Kahina championne d'Afrique de judo , d'Aït-Bouyahia.
- Guezout Sadia championne d'Afrique de judo, d'Aït-Mesbah
- Kechout Karima championne d'Afrique de judo, d'Aït-Mesbah
- Sami El Djazairi né Ali Kanouni à At Bouyahia le 6 septembre 1945.
- Lamara Douicher est un milieu de terrain originaire du village d'At Idir formé au NRB Beni Douala (Wilaya de Tizi Ouzou), signe à la Jeunesse sportive de Kabylie en 2003, avec qui il a gagné trois fois le championnat d'Algérie de football.